# Santiago de Aller Club de Fútbol
El Santiago de Aller Club de Fútbol es un club de fútbol español de Moreda, Aller (Principado de Asturias). Tras disputar la Segunda Regional de Asturias en la temporada 2020/21, no se ha vuelto a inscribir en competición oficial. 

## Historia
El club fue fundado como principal club de Aller (condición que mantiene en la actualidad) el día 2 de julio de 1952 , en Caborana y con el nombre de Santiago de Caborana. Fue fundado por los Hermanos de La Salle, viendo la gran afición que había en el pueblo. Jugaba en el campo de San Miguel y debutó en Segunda Regional en la temporada 1952/53, categoría en la que se mantuvo hasta la temporada 1954/55 en la que logró el ascenso a Primera Regional.
La situación del campo, era un peligro debido a las riadas. Debido a ello, tuvo que concluir la temporada 1954 - 55, en el campo de La Salle de Bustiello, gracias a las buenas gestiones de los hermanos de La Salle de Caborana, con la directiva de La Salle de Bustiello. Debido a éstos problemas, se solicita al Ayto, la construcción de un campo nuevo. Así nació el campo municipal de Sotiello, punto intermedio entre Caborana y Moreda y el equipo, Santiago de Aller. Dicho campo, se inauguró el 4 de septiembre de 1956, jugando un partido con el Real Oviedo, que militaba en primera división. Ganó el equipo ovetense por 8 goles a 2.
En esta primera temporada en Primera Regional el club se fusionó con el Moreda Club de Fútbol y pasó a tomar su nombre actual. Hasta la temporada 1957/58 el equipo no logró su primer éxito, que no fue otro que el ascenso a Tercera División, categoría en la que logró mantenerse ocho años seguidos. En su primera temporada en la categoría, conseguiría su mejor clasificación histórica con un quinto puesto. 
También ha logrado disputar en una ocasión la Copa del Rey. Fue en la edición 1993/94 y no lograría pasar de la primera ronda, tras ser superado por el Club Deportivo Lealtad de Villaviciosa. En la ida los maliayeses se impondrían por un gol a cero y en la vuelta en el "López Dóriga" el resultado sería de empate a dos goles. Los goles alleranos serían marcados por David y Chuchi.
En el año 1964 comenzó la peor época del club, que encadenó tres descensos casi seguidos y no levantó cabeza hasta mediados de la década de los 90. El equipo se recuperó logrando de nuevo alcanzar la Tercera División, pero una nueva época nefasta acabó con el club en Primera Regional, dejándolo en una situación muy comprometida y al borde de la desaparición.
Sin embargo, en los últimos años el club ha llevó a cabo mejoras en lo deportivo, económico y social que le permitieron estar de nuevo en Regional Preferente, aunque no duró mucho tiempo. En la temporada 2009/10, tras un mal inicio de liga, el club disfrutó de una mejoría desde el final de la primera vuelta que le permitió salir de los puestos de descenso, con los que mantenía una distancia de cuatro puntos tras la jornada 27, pero las cosas se complicaron en la segunda vuelta y tras los graves problemas económicos, el poco apoyo social y de nuevo unos nefastos resultados el club acabó 18.º y descendió de categoría.
Tras el descenso, la acuciante situación económica del club llevó a hacer vislumbrar que el fin del Santiago de Aller podía haber llegado. Se buscaron soluciones y, aunque parecía que un grupo de alleranos emigrantes podría hacerse con el club, éstos no llegaron a un acuerdo con el ayuntamiento, que tampoco quiso avalar al equipo. Finalmente, en julio de 2010, el club anunció que no saldría a competir en la siguiente campaña. 
Tres años después, en la temporada 2013/14, la junta directiva decidió retomar la actividad del club y éste salió a competir en la Segunda Regional, campaña en la que logró ascender a la Primera Regional, donde se mantuvo dos años. Actualmente juega de nuevo en la Segunda Regional.
En la campaña 2021/22, la entidad sólo tiene en competición oficial a un equipo femenino de fútbol sala.

## Uniforme
- Uniforme titular: camiseta azul con franja horizontal blanca y detalles en el mismo color, pantalón blanco y medias azules.
- Uniforme alternativo: camiseta roja con franja vertical blanca en los laterales, pantalón rojo y medias rojas.

## Estadio
El club disputa sus partidos como local en el Campo Federico Mulas, que es de hierba natural y posee una capacidad de 700 espectadores aproximadamente, situados en su única grada y de pie sobre la hierba alrededor del campo. Está ubicado en la población de Moreda. El nombre del campo es en honor de un expresidente del club, anteriormente llevó el nombre de "López Dóriga". El club es el propietario de la instalación, tras comprar los terrenos a la empresa HUNOSA.
Anteriormente el club ejerció como local en diversos terrenos de juego, como el Campo San Miguel en Caborana (1952-1955), Campo de La Salle en Bustiello (1955), campo municipal de Sotiello (1955-1969), Campo de Nembra (1969-1970 y 1982-1983), el Campo Miravalles en Soto de Aller (1970-1974).

## Trayectoria en competiciones nacionales
- Temporadas en Primera División: 0
- Temporadas en Segunda División: 0
- Temporadas en Primera Federación: 0
- Temporadas en Segunda Federación: 0
- Temporadas en Tercera: 14
- Participaciones en Copa del Rey: 1

- Datos: Q6121211